# Seznam dílů seriálu Jedna rodina
Toto je seznam dílů seriálu Jedna rodina. Český televizní seriál Jedna rodina je vysílán od 3. ledna 2023 na stanici TV Nova.

## Přehled řad
| Řada | Díly | Premiéra v ČR  | Premiéra v ČR     |
| Řada | Díly | První díl      | Poslední díl      |
| ---- | ---- | -------------- | ----------------- |
| 1    | 24   | 3. ledna 2023  | 13. června 2023   |
| 2    | 16   | 29. srpna 2023 | 12. prosince 2023 |
| 3    | 38   | 2. ledna 2024  | 9. května 2024    |
| 4    | 32   | 27. srpna 2024 | 12. prosince 2024 |
| 5    | 50   | 2. ledna 2025  | 1. července 2025  |

## Seznam dílů

### První řada (2023)
| Č. v seriálu | Č. v řadě | Původní název     | Režie          | Scénář              | Premiéra v ČR                                          | Sledovanost (v mil.) |
| ------------ | --------- | ----------------- | -------------- | ------------------- | ------------------------------------------------------ | -------------------- |
| 1            | 1         | Autosedačka       | Dan Wlodarczyk | Lucie Konečná       | 27. prosince 2022 (na Voyo) 3. ledna 2023 (na TV Nova) | 0,922                |
| 2            | 2         | Dětský den        | Dan Wlodarczyk | Magdaléna Turnovská | 3. ledna 2023 (na Voyo) 10. ledna 2023 (na TV Nova)    | 0,733                |
| 3            | 3         | Šaty na sambu     | Dan Wlodarczyk | Lucie Konečná       | 10. ledna 2023 (na Voyo) 17. ledna 2023 (na TV Nova)   | 0,715                |
| 4            | 4         | Seznamka          | Dan Wlodarczyk | Magdaléna Turnovská | 17. ledna 2023 (na Voyo) 24. ledna 2023 (na TV Nova)   | 0,585                |
| 5            | 5         | Šťastnou cestu    | Dan Wlodarczyk | Tereza Dusová       | 24. ledna 2023 (na Voyo) 31. ledna 2023 (na TV Nova)   | 0,589                |
| 6            | 6         | Johan             | Dan Wlodarczyk | Magdaléna Turnovská | 31. ledna 2023 (na Voyo) 7. února 2023 (na TV Nova)    | 0,635                |
| 7            | 7         | Harmonogram       | Dan Wlodarczyk | Lucie Konečná       | 7. února 2023 (na Voyo) 14. února 2023 (na TV Nova)    | 0,626                |
| 8            | 8         | Půjčka            | Dan Wlodarczyk | Tereza Dusová       | 14. února 2023 (na Voyo) 21. února 2023 (na TV Nova)   | 0,615                |
| 9            | 9         | Lajkujte!         | Jaroslav Fuit  | Magdaléna Turnovská | 21. února 2023 (na Voyo) 28. února 2023 (na TV Nova)   | 0,642                |
| 10           | 10        | Jsem mizerná máma | Jaroslav Fuit  | Lucie Konečná       | 28. února 2023 (na Voyo) 7. března 2023 (na TV Nova)   | 0,694                |
| 11           | 11        | Nová láska        | Jaroslav Fuit  | Tereza Dusová       | 7. března 2023 (na Voyo) 14. března 2023 (na TV Nova)  | 0,627                |
| 12           | 12        | Promiň!           | Jaroslav Fuit  | Magdaléna Turnovská | 14. března 2023 (na Voyo) 21. března 2023 (na TV Nova) | 0,620                |
| 13           | 13        | Lhář              | Jaroslav Fuit  | Lucie Konečná       | 21. března 2023 (na Voyo) 28. března 2023 (na TV Nova) | 0,654                |
| 14           | 14        | Kopačky           | Jaroslav Fuit  | Magdaléna Turnovská | 28. března 2023 (na Voyo) 4. dubna 2023 (na TV Nova)   | 0,676                |
| 15           | 15        | Tanečník          | Jaroslav Fuit  | Lucie Konečná       | 4. dubna 2023 (na Voyo) 11. dubna 2023 (na TV Nova)    | 0,751                |
| 16           | 16        | Halloween         | Jaroslav Fuit  | Tereza Dusová       | 11. dubna 2023 (na Voyo) 18. dubna 2023 (na TV Nova)   | 0,643                |
| 17           | 17        | Víkend hrůzy      | Jaroslav Fuit  | Magdaléna Turnovská | 18. dubna 2023 (na Voyo) 25. dubna 2023 (na TV Nova)   | 0,621                |
| 18           | 18        | Balík peněz       | Martin Kopp    | Lucie Konečná       | 25. dubna 2023 (na Voyo) 2. května 2023 (na TV Nova)   | 0,647                |
| 19           | 19        | Myčka             | Martin Kopp    | Tereza Dusová       | 2. května 2023 (na Voyo) 9. května 2023 (na TV Nova)   | 0,568                |
| 20           | 20        | Zamilovaný Vašek  | Martin Kopp    | Magdaléna Turnovská | 9. května 2023 (na Voyo) 16. května 2023 (na TV Nova)  | 0,610                |
| 21           | 21        | Otec jako otec    | Martin Kopp    | Lucie Konečná       | 16. května 2023 (na Voyo) 23. května 2023 (na TV Nova) | 0,559                |
| 22           | 22        | Kdo? Kde? S kým?  | Martin Kopp    | Tereza Dusová       | 23. května 2023 (na Voyo) 30. května 2023 (na TV Nova) | 0,566                |
| 23           | 23        | Fanča             | Jaroslav Fuit  | Magdaléna Turnovská | 30. května 2023 (na Voyo) 6. června 2023 (na TV Nova)  | 0,567                |
| 24           | 24        | Štědrý den        | Jaroslav Fuit  | Lucie Konečná       | 6. června 2023 (na Voyo) 13. června 2023 (na TV Nova)  | 0,516                |

### Druhá řada (2023)
| Č. v seriálu | Č. v řadě | Původní název           | Režie         | Scénář              | Premiéra v ČR                                        | Sledovanost (v mil.) |
| ------------ | --------- | ----------------------- | ------------- | ------------------- | ---------------------------------------------------- | -------------------- |
| 25           | 1         | Odjíždím                | Jaroslav Fuit | Magdaléna Turnovská | 22. srpna 2023 (na Voyo) 29. srpna 2023 (na TV Nova) | 0,552                |
| 26           | 2         | Vzhůru nohama           | Jaroslav Fuit | Lucie Konečná       | 29. srpna 2023 (na Voyo) 5. září 2023 (na TV Nova)   | 0,513                |
| 27           | 3         | Marmeladia.cz           | Martin Kopp   | Tereza Dusová       | 5. září 2023 (na Voyo) 12. září 2023 (na TV Nova)    | 0,507                |
| 28           | 4         | Hejty                   | Martin Kopp   | Tereza Dusová       | 12. září 2023 (na Voyo) 19. září 2023 (na TV Nova)   | 0,570                |
| 29           | 5         | Pohár                   | Martin Kopp   | Lucie Konečná       | 19. září 2023 (na Voyo) 26. září 2023 (na TV Nova)   | 0,584                |
| 30           | 6         | Valentýn                | Martin Kopp   | Magdaléna Turnovská | 26. září 2023 (na Voyo) 3. října 2023 (na TV Nova)   | 0,542                |
| 31           | 7         | Jak pohlídat Mikeše     | Martin Kopp   | Lucie Konečná       | 3. října 2023 (na Voyo) 10. října 2023 (na TV Nova)  | 0,543                |
| 32           | 8         | Neštovice               | Martin Kopp   | Magdaléna Turnovská | 17. října 2023                                       | 0,578                |
| 33           | 9         | Někdo tady překáží      | Martin Kopp   | Lucie Konečná       | 24. října 2023                                       | 0,573                |
| 34           | 10        | Zámeček                 | Martin Kopp   | Tereza Dusová       | 31. října 2023                                       | 0,591                |
| 35           | 11        | Před pikolou za pikolou | Martin Kopp   | Magdaléna Turnovská | 7. listopadu 2023                                    | 0,531                |
| 36           | 12        | Maturita                | Martin Kopp   | Tereza Dusová       | 14. listopadu 2023                                   | 0,571                |
| 37           | 13        | Smajlík                 | Jan Bártek    | Lucie Konečná       | 21. listopadu 2023                                   | 0,570                |
| 38           | 14        | Chceš ho?               | Jan Bártek    | Magdaléna Turnovská | 28. listopadu 2023                                   | 0,619                |
| 39           | 15        | Zkouška dospělosti      | Jan Bártek    | Lucie Konečná       | 5. prosince 2023                                     | 0,635                |
| 40           | 16        | Střecha nad hlavou      | Jan Bártek    | Tereza Dusová       | 12. prosince 2023                                    | 0,625                |

### Třetí řada (2024)
- Od třetí řady jsou premiérové díly vysílány vždy v úterý a ve čtvrtek, na Voyo o den dříve.

| Č. v seriálu | Č. v řadě | Původní název            | Režie          | Scénář              | Premiéra v ČR   | Sledovanost (v mil.) |
| ------------ | --------- | ------------------------ | -------------- | ------------------- | --------------- | -------------------- |
| 41           | 1         | Loděnice                 | Martin Kopp    | Lucie Konečná       | 2. ledna 2024   | 0,765                |
| 42           | 2         | Bulvár nezastavíš        | Martin Kopp    | Magdaléna Turnovská | 4. ledna 2024   | 0,615                |
| 43           | 3         | Na spermie               | Martin Kopp    | Lucie Konečná       | 9. ledna 2024   | 0,645                |
| 44           | 4         | Nechte mě hrát!          | Martin Kopp    | Magdaléna Turnovská | 11. ledna 2024  | 0,577                |
| 45           | 5         | Všichni jsou zamilovaní  | Dan Wlodarczyk | Lucie Konečná       | 16. ledna 2024  | 0,562                |
| 46           | 6         | Červený provázek         | Dan Wlodarczyk | Magdaléna Turnovská | 18. ledna 2024  | 0,689                |
| 47           | 7         | Trávníkář                | Dan Wlodarczyk | Lucie Konečná       | 23. ledna 2024  | 0,638                |
| 48           | 8         | Jenom jedna čárka        | Dan Wlodarczyk | Magdaléna Turnovská | 25. ledna 2024  | 0,634                |
| 49           | 9         | Dva primáři              | Jaroslav Fuit  | Lucie Konečná       | 30. ledna 2024  | 0,660                |
| 50           | 10        | Bůh plodnosti            | Jaroslav Fuit  | Magdaléna Turnovská | 1. února 2024   | 0,692                |
| 51           | 11        | Rozlučka                 | Jaroslav Fuit  | Lucie Konečná       | 6. února 2024   | 0,707                |
| 52           | 12        | Svatba                   | Jaroslav Fuit  | Magdaléna Turnovská | 8. února 2024   | 0,656                |
| 53           | 13        | Jedna fotka, jedna věta  | Jaroslav Fuit  | Lucie Konečná       | 13. února 2024  | 0,672                |
| 54           | 14        | Regata                   | Jaroslav Fuit  | Magdaléna Turnovská | 15. února 2024  | 0,692                |
| 55           | 15        | Kocour v troubě          | Jana Rezková   | Lucie Konečná       | 20. února 2024  | 0,717                |
| 56           | 16        | Hele, brouček!           | Jana Rezková   | Lucie Konečná       | 22. února 2024  | 0,629                |
| 57           | 17        | Malíř                    | Jana Rezková   | Lucie Konečná       | 27. února 2024  | 0,642                |
| 58           | 18        | Jsem v tom               | Jana Rezková   | Magdaléna Turnovská | 29. února 2024  | 0,669                |
| 59           | 19        | Noc v hotelu             | Jana Rezková   | Lucie Konečná       | 5. března 2024  | 0,653                |
| 60           | 20        | Běženci                  | Jana Rezková   | Magdaléna Turnovská | 7. března 2024  | 0,623                |
| 61           | 21        | Brno                     | Dan Wlodarczyk | Lucie Konečná       | 12. března 2024 | 0,627                |
| 62           | 22        | R.I.P                    | Dan Wlodarczyk | Magdaléna Turnovská | 14. března 2024 | 0,632                |
| 63           | 23        | Děda roku                | Jaroslav Fuit  | Lucie Konečná       | 19. března 2024 | 0,589                |
| 64           | 24        | Jednou a dost            | Jaroslav Fuit  | Lucie Konečná       | 21. března 2024 | 0,662                |
| 65           | 25        | Budu táta                | Jaroslav Fuit  | Lucie Konečná       | 26. března 2024 | 0,580                |
| 66           | 26        | Vezmeš si mě?            | Jaroslav Fuit  | Magdaléna Turnovská | 28. března 2024 | 0,598                |
| 67           | 27        | Všude dobře, doma nejlíp | Jaroslav Fuit  | Lucie Konečná       | 2. dubna 2024   | 0,667                |
| 68           | 28        | Děláme zázraky           | Jaroslav Fuit  | Magdaléna Turnovská | 4. dubna 2024   | 0,683                |
| 69           | 29        | Háček                    | Petr Nikolaev  | Lucie Konečná       | 9. dubna 2024   | 0,638                |
| 70           | 30        | Sauna bude               | Petr Nikolaev  | Lucie Konečná       | 11. dubna 2024  | 0,629                |
| 71           | 31        | Potřebuju zachránit      | Petr Nikolaev  | Lucie Konečná       | 16. dubna 2024  | 0,648                |
| 72           | 32        | Bramborový salát         | Petr Nikolaev  | Magdaléna Turnovská | 18. dubna 2024  | 0,615                |
| 73           | 33        | Česká trojka             | Petr Nikolaev  | Lucie Konečná       | 23. dubna 2024  | 0,692                |
| 74           | 34        | Slovenská strela         | Petr Nikolaev  | Magdaléna Turnovská | 25. dubna 2024  | 0,610                |
| 75           | 35        | Sauna                    | Dan Wlodarczyk | Lucie Konečná       | 30. dubna 2024  | 0,459                |
| 76           | 36        | Klokan                   | Dan Wlodarczyk | Magdaléna Turnovská | 2. května 2024  | 0,602                |
| 77           | 37        | Koketování               | Dan Wlodarczyk | Lucie Konečná       | 7. května 2024  | 0,565                |
| 78           | 38        | Mráček                   | Dan Wlodarczyk | Magdaléna Turnovská | 9. května 2024  | 0,565                |

### Čtvrtá řada (2024)
| Č. v seriálu | Č. v řadě | Původní název         | Režie         | Scénář              | Premiéra v ČR      | Sledovanost (v mil.) |
| ------------ | --------- | --------------------- | ------------- | ------------------- | ------------------ | -------------------- |
| 79           | 1         | Láska ve třech        | Petr Nikolaev | Lucie Konečná       | 27. srpna 2024     | 0,482                |
| 80           | 2         | Hrdina                | Petr Nikolaev | Magdaléna Turnovská | 29. srpna 2024     | 0,458                |
| 81           | 3         | Vše pro dítě          | Petr Nikolaev | Lucie Konečná       | 3. září 2024       | 0,500                |
| 82           | 4         | Vyžírka               | Petr Nikolaev | Magdaléna Turnovská | 5. září 2024       | 0,497                |
| 83           | 5         | Medaile od ministra   | Petr Nikolaev | Lucie Konečná       | 10. září 2024      | 0,482                |
| 84           | 6         | Den Dé                | Petr Nikolaev | Magdaléna Turnovská | 12. září 2024      | 0,525                |
| 85           | 7         | Milionářská párty     | Braňo Holiček | Lucie Konečná       | 17. září 2024      | 0,518                |
| 86           | 8         | Salsa                 | Braňo Holiček |                     | 19. září 2024      | 0,474                |
| 87           | 9         | Almara                | Braňo Holiček |                     | 24. září 2024      | 0,543                |
| 88           | 10        | Za školou             | Braňo Holiček |                     | 26. září 2024      | 0,536                |
| 89           | 11        | Bod nula              | Braňo Holiček |                     | 1. října 2024      | 0,508                |
| 90           | 12        | Od desíti k pěti      | Braňo Holiček |                     | 3. října 2024      | 0,550                |
| 91           | 13        | Byt s růžovou lednicí | Braňo Holiček |                     | 8. října 2024      | 0,524                |
| 92           | 14        | Narozeniny            | Braňo Holiček |                     | 10. října 2024     | 0,527                |
| 93           | 15        | Špagety               | Braňo Holiček |                     | 15. října 2024     | 0,591                |
| 94           | 16        | Kdo nežárlí, nemiluje | Braňo Holiček |                     | 17. října 2024     | 0,566                |
| 95           | 17        | Blackout              | Braňo Holiček |                     | 22. října 2024     | 0,576                |
| 96           | 18        | Svatební cesta        | Braňo Holiček |                     | 24. října 2024     | 0,532                |
| 97           | 19        | Vydrž, Bobe!          | Jana Rezková  |                     | 29. října 2024     | 0,527                |
| 98           | 20        | Letíme                | Jana Rezková  |                     | 31. října 2024     | 0,526                |
| 99           | 21        | Prstýnky              | Jana Rezková  |                     | 5. listopadu 2024  | 0,548                |
| 100          | 22        | Intimní vztahy        | Jana Rezková  |                     | 7. listopadu 2024  | 0,562                |
| 101          | 23        | Santiago!             | Jana Rezková  |                     | 12. listopadu 2024 | 0,566                |
| 102          | 24        | Jak uspat dítě        | Jana Rezková  | Lucie Konečná       | 14. listopadu 2024 | 0,594                |
| 103          | 25        | Tady orel             | Petr Nikolaev |                     | 19. listopadu 2024 | 0,569                |
| 104          | 26        | Mužská energie        | Petr Nikolaev |                     | 21. listopadu 2024 | 0,596                |
| 105          | 27        | Rum                   | Petr Nikolaev |                     | 26. listopadu 2024 | 0,569                |
| 106          | 28        | Mega dobrej třídní    | Petr Nikolaev |                     | 28. listopadu 2024 | 0,565                |
| 107          | 29        | Ryby tvý              | Petr Nikolaev |                     | 3. prosince 2024   | 0,549                |
| 108          | 30        | Únikovka              | Petr Nikolaev |                     | 5. prosince 2024   | 0,546                |
| 109          | 31        | Had                   | Petr Nikolaev |                     | 10. prosince 2024  | 0,582                |
| 110          | 32        | Welcome home          | Petr Nikolaev |                     | 12. prosince 2024  | 0,521                |

### Pátá řada (2025)
| Č. v seriálu | Č. v řadě | Původní název           | Režie          | Scénář | Premiéra v ČR    | Sledovanost (v mil.) |
| ------------ | --------- | ----------------------- | -------------- | ------ | ---------------- | -------------------- |
| 111          | 1         | Ohňostroj               | Petr Nikolaev  |        | 2. ledna 2025    | 0,643                |
| 112          | 2         | Dáma na židli           | Petr Nikolaev  |        | 7. ledna 2025    | 0,540                |
| 113          | 3         | Hledá se Maruška        | Petr Nikolaev  |        | 9. ledna 2025    | 0,568                |
| 114          | 4         | Slepá bába              | Petr Nikolaev  |        | 14. ledna 2025   | 0,554                |
| 115          | 5         | Koňská láska            | Dan Wlodarczyk |        | 16. ledna 2025   | 0,532                |
| 116          | 6         | Falešná operace         | Dan Wlodarczyk |        | 21. ledna 2025   | 0,536                |
| 117          | 7         | Planetárium             | Dan Wlodarczyk |        | 23. ledna 2025   | 0,492                |
| 118          | 8         | Tma                     | Dan Wlodarczyk |        | 28. ledna 2025   |                      |
| 119          | 9         | Jak z divokejch vajec   | Dan Wlodarczyk |        | 30. ledna 2025   |                      |
| 120          | 10        | Nejlepší přítel člověka | Dan Wlodarczyk |        | 4. února 2025    |                      |
| 121          | 11        | Kámen                   | Petr Nikolaev  |        | 6. února 2025    |                      |
| 122          | 12        | Šťastný návrat          | Petr Nikolaev  |        | 11. února 2025   |                      |
| 123          | 13        | Do Plzně a zpět         | Petr Nikolaev  |        | 13. února 2025   |                      |
| 124          | 14        | Polární záře            | Petr Nikolaev  |        | 18. února 2025   |                      |
| 125          | 15        | Intuice                 | Petr Nikolaev  |        | 20. února 2025   |                      |
| 126          | 16        | Hry                     | Petr Nikolaev  |        | 25. února 2025   |                      |
| 127          | 17        | Tři sta litrů           | Dan Wlodarczyk |        | 27. února 2025   |                      |
| 128          | 18        | Křik                    | Dan Wlodarczyk |        | 4. března 2025   |                      |
| 129          | 19        | Tribunál                | Dan Wlodarczyk |        | 6. března 2025   |                      |
| 130          | 20        | Čas pracuje pro Libora  | Dan Wlodarczyk |        | 11. března 2025  |                      |
| 131          | 21        | Krev není voda          | Dan Wlodarczyk |        | 13. března 2025  |                      |
| 132          | 22        | Výstava                 | Dan Wlodarczyk |        | 18. března 2025  |                      |
| 133          | 23        | Vyšlo to!               | Martin Kopp    |        | 20. března 2025  |                      |
| 134          | 24        | Kytice                  | Martin Kopp    |        | 25. března 2025  |                      |
| 135          | 25        | Klobásy                 | Martin Kopp    |        | 27. března 2025  |                      |
| 136          | 26        | Reparát ze svatby       | Martin Kopp    |        | 1. dubna 2025    |                      |
| 137          | 27        | Balík jako balík        | Martin Kopp    |        | 3. dubna 2025    |                      |
| 138          | 28        | Vaškův byznys           | Martin Kopp    |        | 8. dubna 2025    |                      |
| 139          | 29        | Znáte svoji ženu?       | Petr Nikolaev  |        | 10. dubna 2025   |                      |
| 140          | 30        | Pár facek               | Petr Nikolaev  |        | 15. dubna 2025   |                      |
| 141          | 31        | Olga přijela!           | Petr Nikolaev  |        | 17. dubna 2025   |                      |
| 142          | 32        | Holčičí tajemství       | Petr Nikolaev  |        | 22. dubna 2025   |                      |
| 143          | 33        | Hra o embrya            | Petr Nikolaev  |        | 24. dubna 2025   |                      |
| 144          | 34        | Mrtvé duše              | Petr Nikolaev  |        | 29. dubna 2025   |                      |
| 145          | 35        | Seskok                  | Jana Rezková   |        | 1. května 2025   |                      |
| 146          | 36        | (Já rád) játra          | Jana Rezková   |        | 6. května 2025   |                      |
| 147          | 37        | Hoří!                   | Jana Rezková   |        | 8. května 2025   |                      |
| 148          | 38        | Dilema                  | Jana Rezková   |        | 13. května 2025  |                      |
| 149          | 39        | Říct, či neříct         | Jana Rezková   |        | 20. května 2025  |                      |
| 150          | 40        | Láska je                | Jana Rezková   |        | 27. května 2025  |                      |
| 151          | 41        | Pohádka pro Zitu        | Dan Wlodarczyk |        | 29. května 2025  |                      |
| 152          | 42        | Ukradená embrya         | Dan Wlodarczyk |        | 3. června 2025   |                      |
| 153          | 43        | Tatéři                  | Dan Wlodarczyk |        | 5. června 2025   |                      |
| 154          | 44        | Pomsta bude sladká      | Dan Wlodarczyk |        | 10. června 2025  |                      |
| 155          | 45        | Maďaři                  | Petr Nikolaev  |        | 12. června 2025  |                      |
| 156          | 46        | Kohout                  | Petr Nikolaev  |        | 17. června 2025  |                      |
| 157          | 47        | Paraván                 | Jana Rezková   |        | 19. června 2025  |                      |
| 158          | 48        | Fontána pro Galána      | Jana Rezková   |        | 24. června 2025  |                      |
| 159          | 49        | Terapie bagrem          | Dan Wlodarczyk |        | 26. června 2025  |                      |
| 160          | 50        | Rodinné překvapení      | Dan Wlodarczyk |        | 1. července 2025 |                      |